# Городское поселение рабочий посёлок Евлашево
Городское поселение рабочий посёлок Евлашево — муниципальное образование в Кузнецком районе Пензенской области Российской Федерации.
Административный центр — рабочий посёлок Евлашево.

## История
Статус и границы муниципального образования установлены Законом Пензенской области от 2 ноября 2004 года № 690-ЗПО «О границах муниципальных образований Пензенской области».

## Население
| 2010  | 2012  | 2013  | 2014  | 2015  | 2016  | 2017  |
| ----- | ----- | ----- | ----- | ----- | ----- | ----- |
| 6423  | ↘6374 | ↗6410 | ↗6441 | ↗6472 | ↗6495 | ↗6525 |
| 2018  | 2021  |       |       |       |       |       |
| ↘6465 | ↘5829 |       |       |       |       |       |

## Состав городского поселения
| № | Населённый пункт | Тип населённого пункта                  | Население |
| - | ---------------- | --------------------------------------- | --------- |
| 1 | Евлашево         | рабочий посёлок, административный центр | ↘4507     |
| 2 | Ульяновка        | село                                    | ↘1322     |